# Leopold van Anhalt-Köthen
Leopold (Köthen, 29 november 1694 - aldaar, 19 november 1728) was de tweede (maar oudste overlevende) zoon van Emanuel Lebrecht van Anhalt-Köthen en de niet-adellijke Gisela Agnes van Rath. Hij werd toch aanvaard als opvolger en was van 1704 tot 1728 vorst van Anhalt-Köthen. Wegens zijn jonge leeftijd was zijn moeder van 1704 tot 1715 regentes.

## Huwelijken en kinderen
Leopold is tweemaal getrouwd geweest. Op 11 december 1721 huwde hij te Bernburg met Frederika Henriëtte van Anhalt-Bernburg (Bernburg, 24 januari 1702 - Köthen, 4 april 1723), dochter van Karel Frederik van Anhalt-Bernburg. Zij stierf al na anderhalf jaar.
Hun dochter was Gisela Agnes (Köthen, 21 september 1722 - Dessau, 20 april 1751), gehuwd op 25 mei 1737 te Bernburg met Leopold II Maximiliaan van Anhalt-Dessau (Dessau, 25 september 1700 - aldaar, 16 december 1751).
Na Frederika's dood hertrouwde Leopold op 27 juni 1725 te Weimar met Charlotte Frederica van Nassau-Siegen (Siegen, 30 november 1702 - Stadthagen, 22 juli 1785), dochter van Frederik Willem Adolf van Nassau-Siegen.
Zij kregen twee kinderen die kort na elkaar stierven aan de pokken: Emanuel Lodewijk (Köthen, 12 september 1726 - aldaar, 17 augustus 1728) en Leopoldina (Köthen, 3 september 1727 - aldaar, 6 september 1728). Hun vader overleefde hen slechts enkele maanden. 
Omdat hij geen mannelijke erfgenamen had, ging de troon na Leopolds overlijden naar zijn broer August Lodewijk. Charlotte hertrouwde in 1730 met Albrecht Wolfgang van Schaumburg-Lippe.

## Muziek
Hoewel het hof calvinistisch was, spendeerde Leopold het meeste geld aan zijn grootste hobby, namelijk muziek. Leopold had een muziekensemble samengesteld met grote virtuozen uit Berlijn. De grootste musicus aan zijn hof was Johann Sebastian Bach, die Kapellmeister was van 1717 tot 1723.
Zelf bespeelde Leopold de viool, de viola da gamba en het klavier. Soms was het niet toegestaan om in het paleis muziek te spelen en dan ging Leopold naar Bachs huis om daar te musiceren. Leopold en Bach werden ware vrienden. Mede daardoor had Bach aan het hof van Leopold een vruchtbare periode om muziek te schrijven.